# Джексон, Чарльз (губернатор)
Чарльз Джексон (англ. Charles Jackson; 4 марта 1797 — 21 января 1876) — американский политик и бизнесмен, 18-й губернатор Род-Айленда.
Джексон был старшим из восьми детей в семье Ричарда и Набби Джексон; получил раннее образование в государственной школе на Митинг-стрит в Провиденсе, после чего поступил в Университет Брауна, который закончил в выпуске 1817 года. Во время учёбы он был любимцем одноклассников. Закончив университет, Джексон начал изучать право и в 1820 году был принят в коллегию адвокатов. Однако он быстро устал от практики, так как она не соответствовала его активному характеру и обратил внимание на производство хлопчатобумажных изделий, чем он занимался до самой смерти. Впервые Джесон попробовал создать предприятие в Скитьюэйте в 1823 года. На тот момент производство хлопка в штатах Новой Англии было ещё в зачаточном состоянии, из-за чего производство Джексона стало пятым в стране, использующим механические ткацкие станки. Под его руководством деревни Джексон и Фиксвилл стали важными центрами ручного труда в штате. Джексон открыл резиновый бизнес в Провиденсе, купив патент у Чарльза Гудьира (через некоторое время он его продал).
Также Джексон занимался производством огнестрельного оружия сначала в Бристоле, Род-Айленд, а затем перенёс производство в Провиденс, где бизнес стал известен как Burnside Ride Works. Вскоре, из-за падения спроса на винтовки, производство было преобразовано для создания локомотивов под названием Rhode Island Locomotive Works. Джексон оставался активным членом корпорации, пока годы и упадок сил не заставили его уменьшить деловые заботы, после чего он продал свою долю.
Джексон с молодости покровительствовал изобретателям, помогая им советами и деньгами. Также он играл важную роль в политике штата, был членом законодательного собрания и секретарём палаты представителей. Во время восстания Дорра Джексон поддержал правительство, но в 1845 году выдвинулся на пост губернатора и после победы на выборах способствовал освобождению Дорра, за что подвергся суровой критике и потерял многих друзей. В 1846 году он проиграл выборы с небольшим перевесом.
Джексон был женат дважды: первый раз на Кэтрин Декстер, дочери Сэмюэля Декстера из Провиденса, с которой он заключил брак 20 ноября 1827 года, и которая умерла в июне 1832 года. Его второй брак был с Фиби Тисдейл, дочерью Джозефа Тисдейла из Норт-Кингстауна, заключённый 24 ноября 1836 года. В семье было семеро детей, трое из которых пережили самого Джексона. Он умер в Провиденсе 21 января 1876 года и был похоронен на семейном участке на Северном кладбище. Джексон посвятил последние годы своей жизни богословским исследованиям и учёбе. Несмотря на то, что его семья принадлежала баптистской церкви, он никогда не был её членом и не был открыто приверженцем какой-либо конкретной веры.